# Karakelong
Karakelong est la plus grande île de l'archipel Talaud en Indonésie. Elle se situe en mer des Philippines et baigne la mer des Moluques à l'ouest. Elle a 140 kilomètres de tour. Les Hollandais l'ont occupée un instant vers 1773.

## Source
Cet article comprend des extraits du Dictionnaire Bouillet. Il est possible de supprimer cette indication, si le texte reflète le savoir actuel sur ce thème, si les sources sont citées, s'il satisfait aux exigences linguistiques actuelles et s'il ne contient pas de propos qui vont à l'encontre des règles de neutralité de Wikipédia.